# Астарачай
Астарача́й (азерб. Astaraçay, перс. آستاراچای‎,тал. Осторо ру; устар. Астара) — река на границе Астаринского района Азербайджана и остана Гилян Ирана, самая южная река Закавказья. Длина реки — 38 км. Площадь водосборного бассейна — 242 км². Годовой сток — 0,22 км³. Впадает в Каспийское море.

## География
Начинается около горы Шандан-Каласы в Талышских горах. По реке проходит государственная граница Азербайджана с Ираном. В низовье пересекает Ленкоранскую низменность. На левом берегу реки при впадении её в Каспийское море расположен азербайджанский город Астара, на правом берегу — иранский город Астара.

## Азербайджано-иранская граница
В январе 2022 года между странами был подписан протокол о строительстве автомобильного моста через Астарачай, который был обговорен ещё в 2021 году.
Строительство моста началось 1 марта 2022 года. 30 декабря 2023 года мост был открыт. Мост предназначен для грузового транспорта. Длина моста — 97,5 м., ширина — 30,6 метра, 4 полосы движения, плюс две пешеходные полосы шириной по 2,5 м.
Также был открыт погранично-пропускной пункт модульного типа. Пропускная способность пограничного пункта составит 250-300 грузовых автомобилей в сутки.